# Gefleckte Klappen-Weichschildkröte
Die Gefleckte Klappen-Weichschildkröte, Nubische Klappen-Weichschildkröte oder Rückenflecken-Weichschildkröte (Cyclanorbis elegans) ist eine vom Aussterben bedrohte Schildkrötenart aus der Familie der Weichschildkröten (Trionychidae). Sie gilt als seltenste Schildkröte Afrikas und als eine der seltensten der Welt.

## Merkmale
Die Gefleckte Klappen-Weichschildkröte ist die größte afrikanische Süßwasserschildkrötenart. Ihr abgerundeter Rückenpanzer kann eine Länge von bis zu 70 cm erreichen. Die Färbung ist oliv bis braun, gesprenkelt mit einer Vielzahl von gelblichen oder grünlichen Flecken entlang der Panzerflanken. Bei den juvenilen Tieren gibt es einen dünnen Längskiel und eine Reihe von kleinen Tuberkeln, die jedoch mit dem Wachstum verschwinden. Größere Tuberkel an der Vorderseite des Panzers über dem Hals bleiben ein Leben lang erhalten. Der Plastron ist gelblich, mit dunklen Flecken und hat keine Oberschenkelklappen. Zwei halbmondförmige große Verwachsungen schützen die Eingeweide, und zwei kleinere können sich an der Rückseite des Plastrons befinden. Der Kopf ist klein, mit einer spitzen, ziemlich kurzen Schnauze in Form einer Doppelröhre. Die Kopfoberseite ist braun, mit gelber oder hellgrüner wurmlinig geformter Pigmentierung. Kinn und Hals sind heller und mit zahlreichen kleinen gelben Punkten besetzt. Die Vorderbeine haben vier sichelförmige Querlamellen. Alle Gliedmaßen sind gut mit Schwimmhäuten versehen. Die Haut ist an der Oberseite braun, an der Unterseite heller. Die mit gelben Punkten besprenkelten juvenilen Schildkröten sind sehr farbenfroh. 
Diese Art ist farbenprächtiger als die Senegal-Klappen-Weichschildkröte (Cyclanorbis senegalensis) und der Wurmlinieneffekt auf dem grünlich-braunen Hintergrund ist deutlich zu erkennen.

## Verbreitung
Diese Art hat ein ausgedehntes, jedoch fragmentiertes und unzusammenhängendes Verbreitungsgebiet in Ghana, Togo, Nigeria, Kamerun, der Zentralafrikanischen Republik, dem südlichen Tschad, dem Sudan und dem Südsudan.

## Lebensraum und Lebensweise
Die Gefleckte Klappen-Weichschildkröte bewohnt Sumpfgebiete und flache Gewässer, wo sie örtlich sympatrisch mit der Senegal-Klappen-Weichschildkröte vorkommt. Ihr Nahrungs- und Fortpflanzungsverhalten ist nicht erforscht.

## Systematik

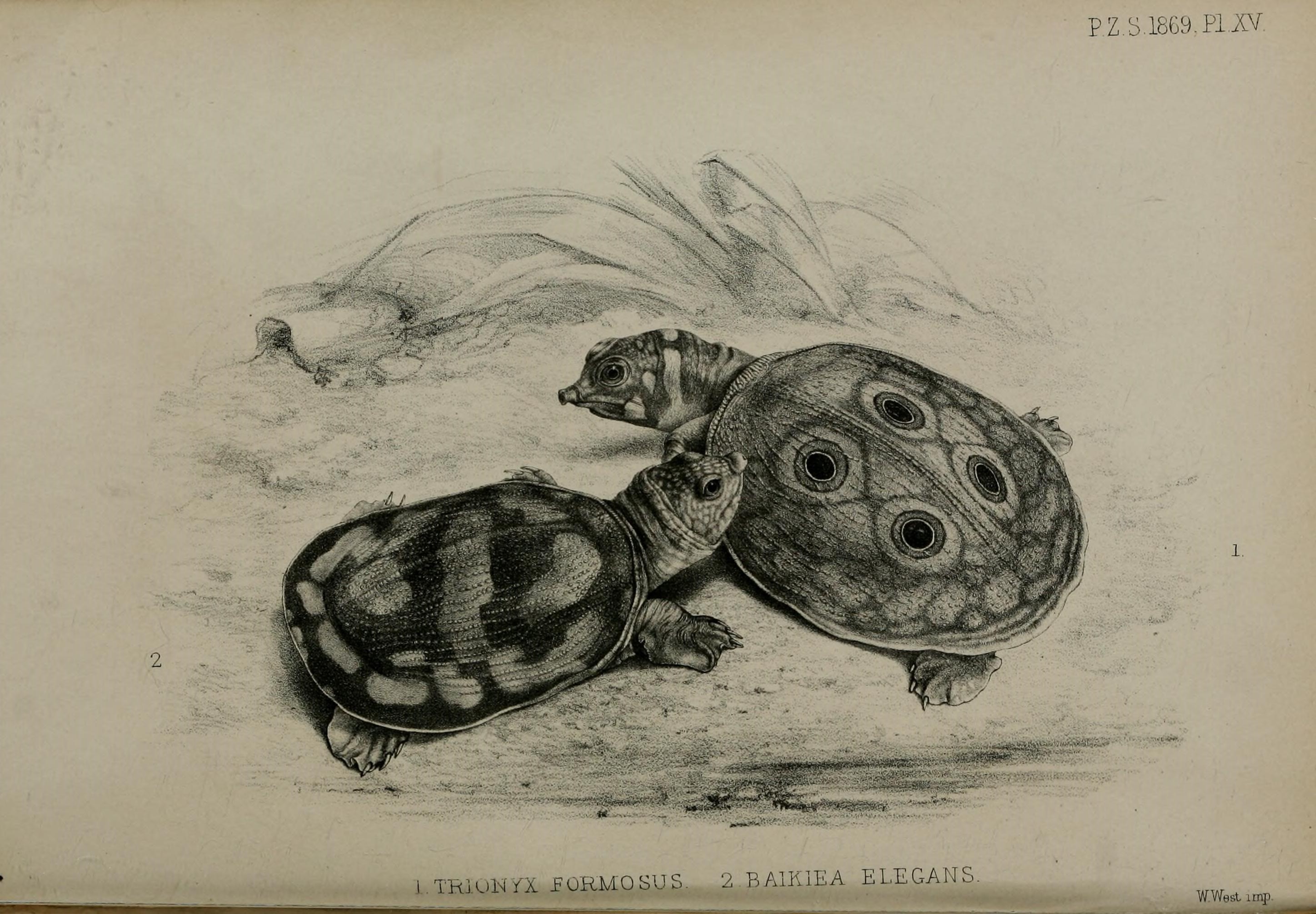
Baikiea elegans (links), Zeichnung von 1869

John Edward Gray erstbeschrieb diese Form im Jahr 1869 als Baikiea elegans. George Albert Boulenger stellte sie 1889 in die Gattung Cyclanorbis. Friedrich Siebenrock beschrieb 1902 das neue Taxon Cyclanorbis oligotylus, das 1961 von Sabet Girgis als Juniorsynonym von Cyclanorbis elegans betrachtet wurde.

## Status
Das letzte bekannte Exemplar in menschlicher Obhut starb 2009 in den USA und ab dem Jahr 2000 gab es auch keine Sichtungen im Freiland mehr, sodass ab 2015 schon das Aussterben dieser Art befürchtet wurde. 2017 gelang dem Ökologen Luca Luiselli die Wiederentdeckung eines einzelnen Exemplars im Südsudan und 2018 konnte er eine Restpopulation am Weißen Nil nachweisen. Als Hauptgefährdungen gelten die übermäßige Bejagung für den Bushmeat-Markt und die Lebensraumzerstörung.